# Alfred Iverson senior

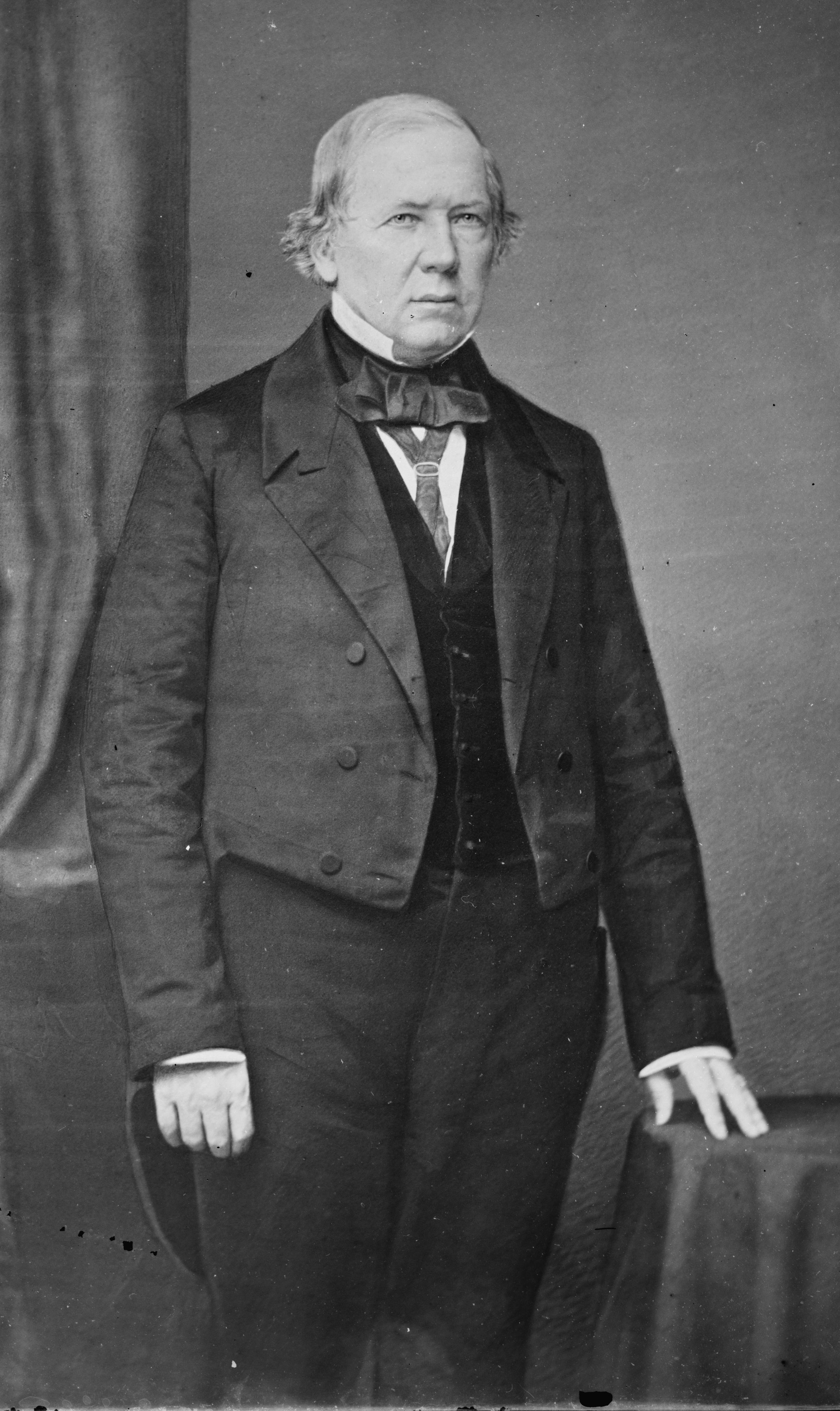
Alfred Iverson senior

Alfred Iverson senior (* 3. Dezember 1798 im Liberty County, Georgia; † 4. März 1873 in Macon, Georgia) war ein US-amerikanischer Politiker der Demokratischen Partei. Von 1847 bis 1849 saß er für den US-Bundesstaat Georgia im US-Repräsentantenhaus. Zwischen 1855 und 1861 vertrat er Georgia im US-Senat.

## Biographie
Iverson wurde im Liberty County geboren, wo er die örtlichen Schulen besuchte. Anschließend studierte er am College of New Jersey Rechtswissenschaft. Das Studium beendet er 1820 erfolgreich. 1822 wurde er als Rechtsanwalt zugelassen. Fortan war er als Rechtsanwalt tätig. 
Seine ersten politischen Erfahrungen sammelte Iverson, als er zwischen 1827 und 1830 im Repräsentantenhaus von Georgia saß. 1830 zog er nach Columbus um, wo er weiter als Anwalt tätig war. Zwischen 1835 und 1837 war er Richter am Superior Court von Georgia. Auch danach war er weiter politisch aktiv, so war er von 1843 bis 1844 Mitglied des Senats von Georgia. 1844 war er auch Mitglied des Electoral College.
1846 wurde Iverson dann als Vertreter des 2. Wahlbezirkes von Georgia ins US-Repräsentantenhaus gewählt. Dort diente er nur eine Legislaturperiode und schied 1849 wieder aus. Anschließend war er wiederum bis zu seiner Wahl als Bundessenator für Georgia als Richter am Superior Court tätig. Ab 1855 dann saß er für Georgia im US-Senat. Dort war er von 1857 bis 1861 Vorsitzender des United States Senate Committee on Claims. Kurz nachdem Georgia sich mit anderen Südstaaten von den USA gelöst hatte, trat Iverson als Senator zurück. Nach seinem Rückzug aus der Politik war er noch bis 1868 als Anwalt tätig. Bis zu seinem Tod 1873 lebte er nunmehr in Macon, wo er eine Plantage besaß. Iverson wurde auf dem Linwood Cemetery in Columbus beigesetzt.
Iverson war mit Caroline Goode Holt verheiratet. Gemeinsam hatten sie einen Sohn, Alfred Iverson junior.  